# Paderne (kommun i Spanien)
Paderne är en kommun i Spanien.  Den ligger i provinsen A Coruña i den autonoma regionen Galicien i nordvästra delen av landet, 500 km väster om huvudstaden Madrid. Antalet invånare är 2 387 (2024). Arean är 39,83 kvadratkilometer.